# Alejandro Gómez
Alejandro Darío Gómez, conosciuto anche come Papu Gómez (Buenos Aires, 15 febbraio 1988) è un calciatore argentino, centrocampista o attaccante del Padova. Con la nazionale argentina è diventato campione del mondo nel 2022 e campione del Sud America nel 2021.

## Biografia
Gómez è il nipote di Hugo Villaverde, anch'egli calciatore, morto il 17 novembre 2024 all'età di 70 anni.
Dal giugno del 2016 è sposato con la connazionale Linda Raff, con cui ha tre figli: Bautista, Constantina e Milo.
Ha scritto inoltre un fumetto per bambini, Ciao, sono il Papu, pubblicato il 16 giugno 2020 dalla casa editrice Rizzoli.

## Caratteristiche tecniche
Soprannominato el Papu, può giocare come ala, come seconda punta o trequartista. Dotato di grande velocità in progressione e di una notevole tecnica individuale, è abile nel dribbling (grazie anche al suo baricentro basso) e nel tiro dalla distanza.
Ottimo uomo-assist, ai tempi dell'Atalanta è stato il miglior assistman della Serie A nella stagione 2019-2020. Inoltre è al decimo posto nella classifica dei calciatori con più assist nella storia del campionato italiano (80).

## Carriera

### Club

#### Arsenal de Sarandí e San Lorenzo
Inizia la sua carriera nel settore giovanile dell'Arsenal Sarandí nel 2003, debuttando in prima squadra nel 2005 e diventando titolare nel Torneo di Apertura 2006, nel quale disputa 15 partite e segna 2 gol, aiutando l'Arsenal ad ottenere il quinto posto finale. Nell'annata successiva va a segno in altre due occasioni, la più importante delle quali è il 30 novembre 2007 nella partita di andata della finale di Copa Sudamericana contro l'América, gol che porta la sua squadra sul 3-2. All'inizio del 2009 il centrocampista, non ancora ventunenne, poteva vantare un totale di 77 presenze in campionato, con un bottino di 16 reti fra campionato e coppe.
Nel gennaio del 2009 passa in comproprietà al San Lorenzo. Diventa poi un titolare della squadra e nell'unica stagione colleziona 48 presenze, segnando 8 gol.

#### Catania
Il 21 luglio 2010 il San Lorenzo comunica il tesseramento di Gomez da parte della squadra italiana del Catania, per 3 milioni di euro. Otto giorni più tardi, la società etnea annuncia ufficialmente l'ingaggio del giocatore. Debutta il 12 settembre 2010, a 22 anni, subentrando a Ricchiuti al 58' nella partita vinta 2-1 contro il Parma. Nell’ultima giornata di campionato contro la Roma segna il suo primo gol in serie A con il Catania di Simeone già salvo facendo vincere in rimonta la squadra per 2 reti a 1. Gioca per la prima volta da titolare nella partita vinta, in casa, contro il Cesena per 2-0. Il 17 ottobre 2011, durante Catania-Napoli, realizza al 69' il suo primo gol della stagione con la maglia etnea (la partita si chiuderà 1-1).
Nelle due stagioni successive ottiene l'11º e l'8º posto con il Catania guidato rispettivamente da Vincenzo Montella e Rolando Maran.
Dopo 3 stagioni chiude la sua esperienza in Sicilia con un bilancio di 111 presenze e 18 gol tra Serie A e Coppa Italia.

#### Metalist

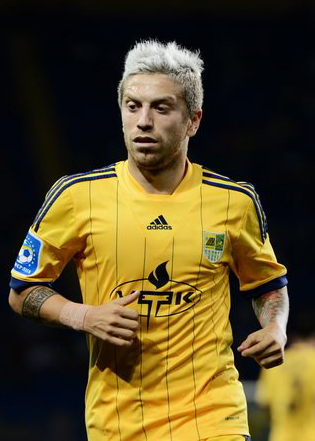
Gómez con la maglia del nel 2013.

Il 2 agosto 2013 viene ceduto a titolo definitivo per 7 milioni di euro agli ucraini del Metalist. Tuttavia, l'esperienza in terra ucraina non si rivela delle più felici, per via delle delicate condizioni politiche attraversate dal paese, che inducono il giocatore a chiedere di essere ceduto, nonostante una buona stagione in cui (con il numero 15 sulle spalle) scende in campo in 23 occasioni e realizza tre reti e sei assist.

#### Atalanta

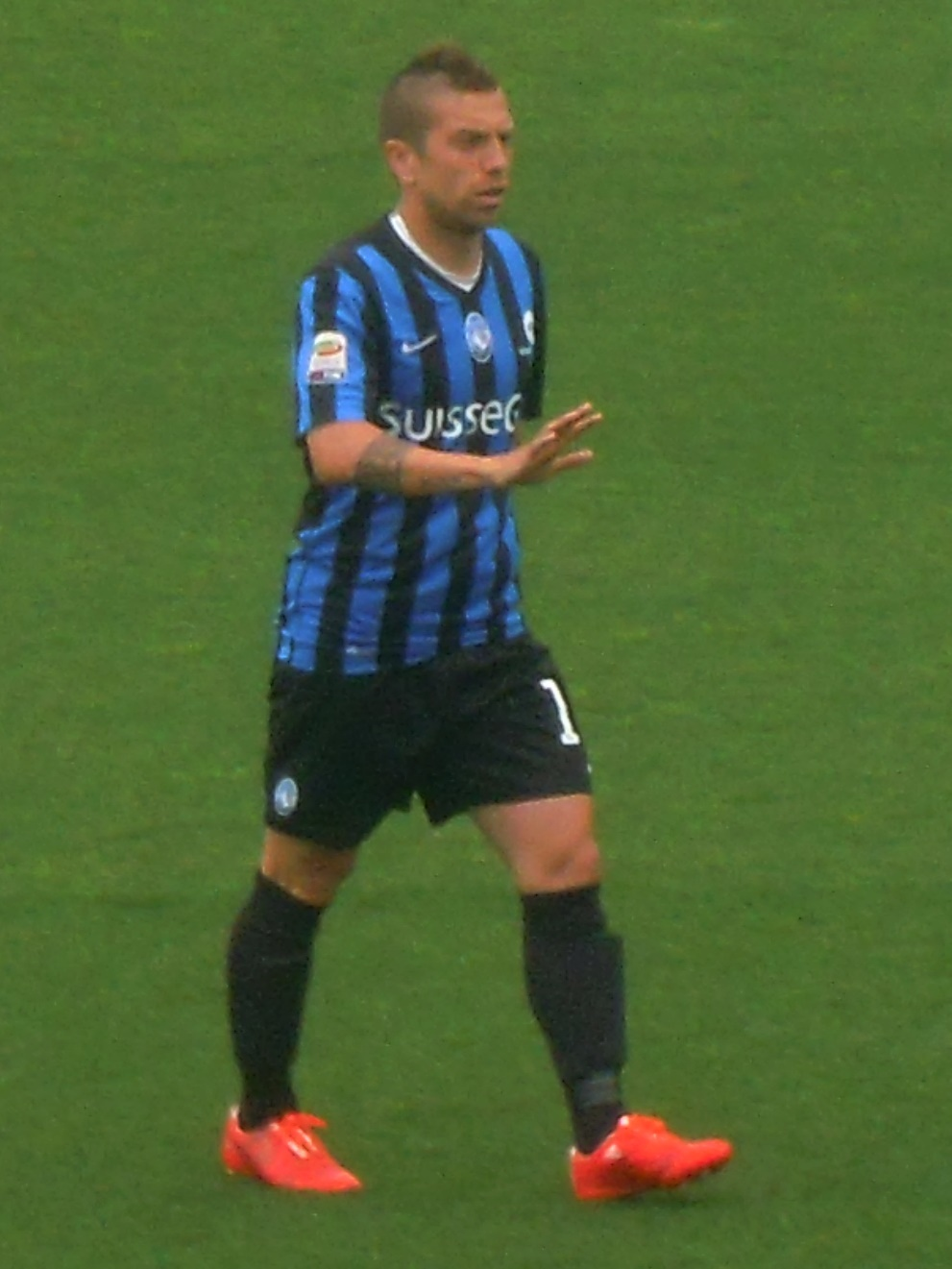
Gómez con la maglia dell' nel 2015.

Il 1º settembre 2014 viene acquistato dall'Atalanta, facendo così ritorno in Italia. Realizza il primo gol con la formazione orobica il 26 aprile 2015, in occasione del pareggio casalingo per 2-2 contro l'Empoli. Il 18 ottobre seguente segna direttamente da calcio d'angolo nella partita contro il Carpi, vinta 3-0; nel finale di campionato subisce una squalifica di 3 giornate, poi ridotta a 2, per una gomitata a Hetemaj.
Durante il campionato 2016-2017 realizza 16 reti, contribuendo alla qualificazione dei bergamaschi in Europa League: è inoltre suo il gol all'Empoli che assicura la qualificazione diretta ai gironi della competizione europea.
Nel campionato 2017-2018 diventa capitano della squadra orobica esordendo nelle coppe europee per la prima volta. Il 14 settembre 2017 fa il suo esordio nella competizione, andando tra l'altro a segno nel successo casalingo con l'Everton.
Anche nel campionato 2018-2019, l'argentino fornisce il proprio apporto ai risultati dei nerazzurri; nei turni preliminari di Europa League segna una doppietta al Sarajevo, ripetendosi poi contro il Frosinone in campionato. Nei play-off della competizione europea contro il Copenaghen, conclusa con un complessivo 0-0 tra andata e ritorno, concorre all'eliminazione della squadra fallendo uno dei calci di rigore.
Nella stagione 2019-2020 esordisce in Champions League, disputando da titolare la prima giornata della fase a gironi, persa per 4-0 sul campo dei croati della Dinamo Zagabria. Il successivo 26 novembre, nella gara di ritorno contro i croati, segna il suo primo gol in carriera in questa competizione, realizzando il definitivo 2-0 (che è inoltre la prima vittoria del club orobico in Champions League) la squadra riuscirà nell’impresa a qualificarsi arrivando ai quarti. 
L’11 luglio 2020 raggiunge le 300 presenze in Serie A in occasione di Juventus-Atalanta (2-2).
Nella stagione 2020-2021 segna 4 gol e fornisce 2 assist nelle prime 3 giornate di campionato, a cui si aggiunge un gol in Champions nella prima partita del girone, contro i danesi del Midtjylland. Nelle settimane seguenti, però, il tecnico Gian Piero Gasperini lo utilizza sempre meno, lasciandolo ai margini della squadra per scelta tecnica complice un litigio.

#### Siviglia
Il 26 gennaio 2021 viene ufficializzato il suo trasferimento al Siviglia a titolo definitivo 6,4 milioni di euro. Debutta il 2 febbraio successivo, venendo schierato dal primo minuto nella gara valevole per i quarti di finale di Coppa del Re vinta per 1-0 in casa dell'Almería. Tre giorni più tardi bagna l'esordio in campionato subentrando nell'ultima mezz'ora segnando anche la rete del momentaneo doppio vantaggio, il primo centro con la squadra andalusa, nella vittoria per 3-0 contro il Getafe. Esordisce in Champions League con la nuova maglia il 17 febbraio seguente, giocando da titolare la sfida d'andata degli ottavi di finale contro il Borussia Dortmund, persa per 3-2. Il 12 aprile successivo, sancisce la rete della vittoria nel rocambolesco 4-3 in trasferta degli andalusi contro il Celta Vigo. Chiude la sua metà di stagione con il Siviglia totalizzando 23 presenze e mettendo a segno 3 reti.
Il 27 febbraio 2022, in occasione del Derbi sevillano di campionato contro i rivali del Betis, raggiunge il traguardo delle 60 partite da professionista con i club. Chiude la sua seconda stagione, la prima completa, con la squadra andalusa con 40 presenze e 6 reti. Nella stagione 2022-2023, complice un avvio non entusiasmante della squadra tenuto fuori da un lungo infortunio complice anche da alcune prestazioni non esaltanti, verrà sempre più messo fuori rosa. Il 31 maggio 2023, seppure non scendendo in campo, vince l'Europa League grazie alla vittoria ai rigori contro la Roma.
Il 1º settembre 2023 rescinde il suo contratto con gli andalusi terminando la sua esperienza spagnola con 90 presenze e 10 reti.

#### Monza
Dopo il termine del calciomercato estivo, il 29 settembre 2023 viene ufficializzato il suo passaggio a parametro zero al Monza con cui firma un contratto fino al 30 giugno 2024, tornando in Serie A dopo due anni e mezzo dall'ultima volta. Esordisce con i brianzoli tre giorni più tardi, il 2 ottobre, subentrando a quindi minuti dal termine a Geōrgios Kyriakopoulos nella vittoria in trasferta per 1-0 contro il Sassuolo. Scende in campo anche nella partita successiva, dove riesce a ritagliarsi dieci minuti di gioco in più, nella vittoria per 3-0 contro la Salernitana. Il 20 ottobre successivo viene squalificato per due anni dalla FIFA dopo la sentenza della Commissione Spagnola Antidoping in seguito ad un risultato positivo ad un controllo antidoping risalente all'ottobre 2022, quando il calciatore era in forza al Siviglia, riscontrando la presenza di Terbutalina dopo che il calciatore avrebbe assunto uno sciroppo appartenente al figlio per mitigare una crisi acuta di broncospasmo, il tutto senza il consenso del proprio medico e della società.
Fra il dicembre del 2024 ed il maggio del 2025, durante il periodo di squalifica, gli viene concesso di poter svolgere gli allenamenti con il Renate, squadra militante in Serie C.

#### Padova
L'11 luglio 2025 viene ufficializzato il suo ingaggio da parte del Padova, appena promosso in Serie B, con cui sottoscrive un accordo fino al 30 giugno 2027, a decorrere dal 19 agosto seguente, due mesi prima della termine della squalifica e data dalla quale si potrà allenare insieme al resto della squadra.

### Nazionale

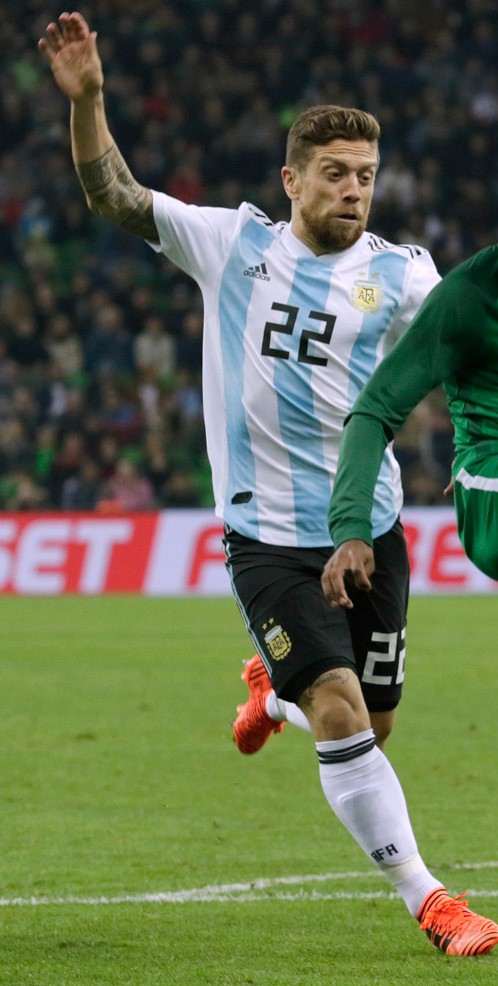
Gómez in nazionale contro la Nigeria nel 2017

Nel luglio del 2007 viene convocato dalla Nazionale Under-20 Argentina per il Mondiale in Canada nel quale subentra nell'ultima partita della fase a girone e negli ottavi di finale ed il 22 luglio successivo, seppur non scendendo in campo, vince la competizione per 2-1 contro la Repubblica Ceca. In seguito riesce anche a qualificarsi per i Giochi Olimpici di Pechino 2008, dove non viene convocato per la competizione.
Nonostante nel 2016 abbia ottenuto la cittadinanza italiana, la FIFA lo dichiarò non convocabile per la nazionale italiana, poiché all'epoca della sua partecipazione al Mondiale Under-20 con l'Argentina non possedeva ancora tale doppia cittadinanza.

Il 19 maggio 2017 viene convocato per la prima volta dalla nazionale maggiore, da Jorge Sampaoli, in occasione delle amichevoli di giugno contro Brasile e Singapore. Il 13 giugno successivo debutta con l'Albiceleste da titolare nell'amichevole Singapore vinta 6-0, nella quale mette a segno anche la sua prima rete ed un assist per Federico Fazio. A distanza di tre anni dall'ultima volta, torna tra i convocati nell'ottobre del 2020 da Lionel Scaloni per le partite di qualificazione ai Mondiali 2022.

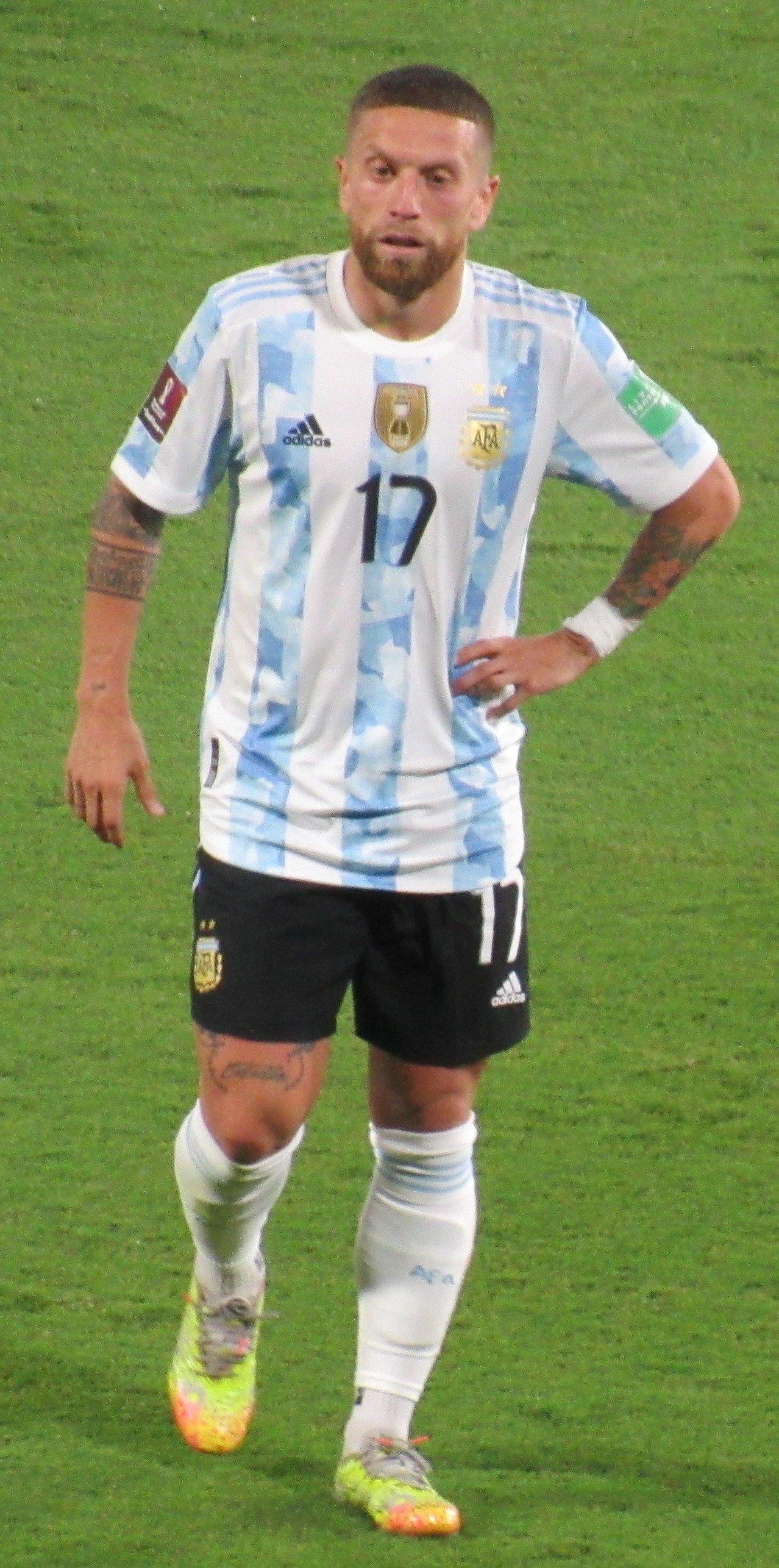
Gomèz in nazionale contro la Colombia nel 2022

Nel giugno del 2021 viene inserito nella rosa dei ventotto giocatori convocati per la Copa América in Brasile. Scende in campo per la prima volta nella terza gara della fase a girone, da titolare, contro il Paraguay decidendo la gara con una sua rete al 10' minuto. Viene schierato dal primo minuto anche nella successiva partita contro la Bolivia dove nuovamente in rete aprendo la gara, poi finita 4-1. Nella fase ad eliminazione diretta non scende più in campo ed il 10 luglio 2021 si laurea campione della Copa América grazie alla vittoria per 1-0 contro il Brasile.
Nel corso della stagione successiva viene regolarmente convocato con la nazionale e nel novembre del 2022 viene incluso nella rosa partecipante al Mondiale in Qatar. Scende in campo da titolare nella prima partita della fase a girone conclusasi con la sorprendente sconfitta dell'Argentina contro l'Arabia Saudita per 2-1. Parte dal primo minuto anche negli ottavi di finale vinti per 2-1 contro l'Australia, segnando la sua ultima presenza con la nazionale argentina. Fino al termine della competizione non viene più schierato ma, nonostante ciò, il 18 dicembre 2022 nella finale di Lusail, la nazionale Argentina diventa Campione del Mondo battendo la Francia ai tiri di rigore, consentendo all'Albiceleste di diventare per la terza volta Campioni del Mondo.

## Statistiche

### Presenze e reti nei club
Statistiche aggiornate all'11 luglio 2025.
| Stagione               | Squadra                | Campionato             | Campionato | Campionato | Coppe nazionali | Coppe nazionali | Coppe nazionali | Coppe continentali | Coppe continentali | Coppe continentali | Altre coppe | Altre coppe | Altre coppe | Totale | Totale |
| Stagione               | Squadra                | Comp                   | Pres       | Reti       | Comp            | Pres            | Reti            | Comp               | Pres               | Reti               | Comp        | Pres        | Reti        | Pres   | Reti   |
| ---------------------- | ---------------------- | ---------------------- | ---------- | ---------- | --------------- | --------------- | --------------- | ------------------ | ------------------ | ------------------ | ----------- | ----------- | ----------- | ------ | ------ |
| 2005-2006              | Arsenal Sarandí        | PD                     | 5          | 0          | -               | -               | -               | -                  | -                  | -                  | -           | -           | -           | 5      | 0      |
| 2006-2007              | Arsenal Sarandí        | PD                     | 22         | 2          | -               | -               | -               | -                  | -                  | -                  | -           | -           | -           | 22     | 2      |
| 2007-2008              | Arsenal Sarandí        | PD                     | 32         | 2          | -               | -               | -               | CS+CL              | 9+7                | 3+0                | -           | -           | -           | 48     | 5      |
| 2008-gen. 2009         | Arsenal Sarandí        | PD                     | 18         | 8          | -               | -               | -               | CS                 | 4                  | 1                  | SBC+RS      | 1+2         | 0           | 25     | 9      |
| Totale Arsenal Sarandí | Totale Arsenal Sarandí | Totale Arsenal Sarandí | 77         | 12         |                 | -               | -               |                    | 19                 | 4                  |             | 3           | 0           | 100    | 16     |
| gen.-lug. 2009         | San Lorenzo            | PD                     | 16         | 1          | -               | -               | -               | CL                 | 5                  | 1                  | -           | -           | -           | 21     | 2      |
| 2009-2010              | San Lorenzo            | PD                     | 32         | 7          | -               | -               | -               | CS                 | 5                  | 0                  | -           | -           | -           | 37     | 7      |
| Totale San Lorenzo     | Totale San Lorenzo     | Totale San Lorenzo     | 48         | 8          |                 | -               | -               |                    | 10                 | 1                  |             | -           | -           | 58     | 9      |
| 2010-2011              | Catania                | A                      | 36         | 4          | CI              | 1               | 0               | -                  | -                  | -                  | -           | -           | -           | 37     | 4      |
| 2011-2012              | Catania                | A                      | 34         | 4          | CI              | 1               | 1               | -                  | -                  | -                  | -           | -           | -           | 35     | 5      |
| 2012-2013              | Catania                | A                      | 36         | 8          | CI              | 3               | 1               | -                  | -                  | -                  | -           | -           | -           | 39     | 9      |
| Totale Catania         | Totale Catania         | Totale Catania         | 106        | 16         |                 | 5               | 2               |                    | -                  | -                  |             | -           | -           | 111    | 18     |
| 2013-2014              | Metalist               | PL                     | 23         | 3          | CU              | 1               | 1               | UCL                | 0                  | 0                  | -           | -           | -           | 24     | 4      |
| 2014-2015              | Atalanta               | A                      | 24         | 3          | CI              | 1               | 0               | -                  | -                  | -                  | -           | -           | -           | 25     | 3      |
| 2015-2016              | Atalanta               | A                      | 34         | 7          | CI              | 2               | 0               | -                  | -                  | -                  | -           | -           | -           | 36     | 7      |
| 2016-2017              | Atalanta               | A                      | 37         | 16         | CI              | 2               | 0               | -                  | -                  | -                  | -           | -           | -           | 39     | 16     |
| 2017-2018              | Atalanta               | A                      | 33         | 6          | CI              | 4               | 1               | UEL                | 7                  | 2                  | -           | -           | -           | 44     | 9      |
| 2018-2019              | Atalanta               | A                      | 35         | 7          | CI              | 5               | 2               | UEL                | 6                  | 2                  | -           | -           | -           | 46     | 11     |
| 2019-2020              | Atalanta               | A                      | 36         | 7          | CI              | 1               | 0               | UCL                | 9                  | 1                  | -           | -           | -           | 46     | 8      |
| 2020-gen. 2021         | Atalanta               | A                      | 10         | 4          | CI              | 0               | 0               | UCL                | 6                  | 1                  | -           | -           | -           | 16     | 5      |
| Totale Atalanta        | Totale Atalanta        | Totale Atalanta        | 209        | 50         |                 | 15              | 3               |                    | 28                 | 6                  |             | -           | -           | 252    | 59     |
| gen.-giu. 2021         | Siviglia               | PD                     | 18         | 3          | CR              | 3               | 0               | UCL                | 2                  | 0                  | -           | -           | -           | 23     | 3      |
| 2021-2022              | Siviglia               | PD                     | 29         | 5          | CR              | 4               | 1               | UCL+UEL            | 5+2                | 0                  | -           | -           | -           | 40     | 6      |
| 2022-2023              | Siviglia               | PD                     | 19         | 1          | CR              | 0               | 0               | UCL+UEL            | 5+3                | 0                  | -           | -           | -           | 27     | 1      |
| Totale Siviglia        | Totale Siviglia        | Totale Siviglia        | 66         | 9          |                 | 7               | 1               |                    | 17                 | 0                  |             | -           | -           | 90     | 10     |
| 2023-2024              | Monza                  | A                      | 2          | 0          | CI              | -               | -               | -                  | -                  | -                  | -           | -           | -           | 2      | 0      |
| 2025-2026              | Padova                 | B                      | -          | -          | CI              | -               | -               | -                  | -                  | -                  | -           | -           | -           | -      | -      |
| Totale carriera        | Totale carriera        | Totale carriera        | 531        | 98         |                 | 28              | 7               |                    | 74                 | 11                 |             | 3           | 0           | 636    | 116    |

### Cronologia presenze e reti in nazionale
| Cronologia completa delle presenze e delle reti in nazionale ― Argentina | Cronologia completa delle presenze e delle reti in nazionale ― Argentina | Cronologia completa delle presenze e delle reti in nazionale ― Argentina | Cronologia completa delle presenze e delle reti in nazionale ― Argentina | Cronologia completa delle presenze e delle reti in nazionale ― Argentina | Cronologia completa delle presenze e delle reti in nazionale ― Argentina | Cronologia completa delle presenze e delle reti in nazionale ― Argentina | Cronologia completa delle presenze e delle reti in nazionale ― Argentina |
| Data                                                                     | Città                                                                    | In casa                                                                  | Risultato                                                                | Ospiti                                                                   | Competizione                                                             | Reti                                                                     | Note                                                                     |
| ------------------------------------------------------------------------ | ------------------------------------------------------------------------ | ------------------------------------------------------------------------ | ------------------------------------------------------------------------ | ------------------------------------------------------------------------ | ------------------------------------------------------------------------ | ------------------------------------------------------------------------ | ------------------------------------------------------------------------ |
| 13-6-2017                                                                | Singapore                                                                | Singapore                                                                | 0 – 6                                                                    | Argentina                                                                | Amichevole                                                               | 1                                                                        | 70’                                                                      |
| 5-10-2017                                                                | Buenos Aires                                                             | Argentina                                                                | 0 – 0                                                                    | Perù                                                                     | Qual. Mondiali 2018                                                      | -                                                                        |                                                                          |
| 11-11-2017                                                               | Mosca                                                                    | Russia                                                                   | 0 – 1                                                                    | Argentina                                                                | Amichevole                                                               | -                                                                        | 59’                                                                      |
| 14-11-2017                                                               | Krasnodar                                                                | Argentina                                                                | 2 – 4                                                                    | Nigeria                                                                  | Amichevole                                                               | -                                                                        | 58’                                                                      |
| 17-11-2020                                                               | Lima                                                                     | Perù                                                                     | 0 – 2                                                                    | Argentina                                                                | Qual. Mondiali 2022                                                      | -                                                                        | 89’                                                                      |
| 21-6-2021                                                                | Brasilia                                                                 | Argentina                                                                | 1 – 0                                                                    | Paraguay                                                                 | Coppa America 2021 - 1º turno                                            | 1                                                                        | 72’                                                                      |
| 28-6-2021                                                                | Cuiabá                                                                   | Bolivia                                                                  | 1 – 4                                                                    | Argentina                                                                | Coppa America 2021 - 1º turno                                            | 1                                                                        | 56’                                                                      |
| 2-9-2021                                                                 | Caracas                                                                  | Venezuela                                                                | 1 – 3                                                                    | Argentina                                                                | Qual. Mondiali 2022                                                      | -                                                                        | 75’                                                                      |
| 9-9-2021                                                                 | Buenos Aires                                                             | Argentina                                                                | 3 – 0                                                                    | Bolivia                                                                  | Qual. Mondiali 2022                                                      | -                                                                        | 62’                                                                      |
| 7-10-2021                                                                | Asunción                                                                 | Paraguay                                                                 | 0 – 0                                                                    | Argentina                                                                | Qual. Mondiali 2022                                                      | -                                                                        | 67’                                                                      |
| 12-11-2021                                                               | Montevideo                                                               | Uruguay                                                                  | 0 – 1                                                                    | Argentina                                                                | Qual. Mondiali 2022                                                      | -                                                                        | 55’                                                                      |
| 27-1-2022                                                                | Calama                                                                   | Cile                                                                     | 1 – 2                                                                    | Argentina                                                                | Qual. Mondiali 2022                                                      | -                                                                        |                                                                          |
| 1-2-2022                                                                 | Córdoba                                                                  | Argentina                                                                | 1 – 0                                                                    | Colombia                                                                 | Qual. Mondiali 2022                                                      | -                                                                        | 79’                                                                      |
| 5-6-2022                                                                 | Pamplona                                                                 | Argentina                                                                | 5 – 0                                                                    | Estonia                                                                  | Amichevole                                                               | -                                                                        |                                                                          |
| 24-9-2022                                                                | Miami Gardens                                                            | Argentina                                                                | 3 – 0                                                                    | Honduras                                                                 | Amichevole                                                               | -                                                                        | 54’                                                                      |
| 22-11-2022                                                               | Lusail                                                                   | Argentina                                                                | 1 – 2                                                                    | Arabia Saudita                                                           | Mondiali 2022 - 1º turno                                                 | -                                                                        | 59’                                                                      |
| 3-12-2022                                                                | Al Rayyan                                                                | Argentina                                                                | 2 – 1                                                                    | Australia                                                                | Mondiali 2022 - Ottavi di finale                                         | -                                                                        | 50’                                                                      |
| Totale                                                                   |                                                                          | Presenze                                                                 | 17                                                                       |                                                                          | Reti                                                                     | 3                                                                        |                                                                          |

## Palmarès

### Club

#### Competizioni internazionali
- Coppa Sudamericana: 1

Arsenal Sarandí: 2007
- Coppa Suruga Bank: 1

Arsenal Sarandí: 2008
- UEFA Europa League: 1

Siviglia: 2022-2023
- UEFA-CONMEBOL Club Challenge: 1

Siviglia: 2023

### Nazionale
- Campionato mondiale Under-20: 1

Canada 2007
- Coppa America: 1

Brasile 2021
- Coppa dei Campioni CONMEBOL-UEFA: 1

Finalissima 2022
- Campionato mondiale: 1

Qatar 2022

### Individuale
- Premi Lega Serie A: 1

Miglior centrocampista: 2019-2020
- Squadra della stagione della UEFA Champions League: 1

2019-2020
- Gran Galà del calcio AIC: 1

Squadra dell'anno: 2020